# Porina ocellatoides
Porina ocellatoides är en lavart som beskrevs av P. M. McCarthy. Porina ocellatoides ingår i släktet Porina och familjen Porinaceae.   Inga underarter finns listade i Catalogue of Life.